# Cisnes
Cisnes è un comune del Cile della provincia di Aisén nella regione di Aysén. Al censimento del 2002 possedeva una popolazione di 5.739 abitanti. Il capoluogo è Puerto Cisnes.

## Società

### Evoluzione demografica
| Censimento del 1992 | Censimento del 2002 |
| 5.353 ab.           | 5.739 ab.           |